# Gare de Dole-La Bedugue
Ne doit pas être confondu avec Gare de Dole-Ville.
La gare de Dole-La Bedugue est une gare ferroviaire française (fermée) de la ligne de Dole-Ville à Poligny, située sur la commune de Dole, sous-préfecture du Jura, en région Bourgogne-Franche-Comté.
Mise en service en 1884, elle est fermée aux voyageurs en 1938.

## Situation ferroviaire
Cette gare est située au point kilométrique 364,24 de la ligne de Dole-Ville à Poligny. Son altitude est de 202 m.

## Histoire
La gare de Dole-La Bedugue, commandée par la Compagnie du chemin de fer de Paris à Lyon, est mise en service le 20 août 1884 et inaugurée le 30, par le président Jules Grévy.
Dès son ouverture, des instructions sont données au chef de gare, pour la maintenir dans un parfait état de propreté et entretenir les parterres d'iris, de pensées, de roches, etc., plantés sur les quais.
La fermeture aux voyageurs de la ligne de Dole-Ville à Poligny, le  5 mai 1938, aboutit à celle de la gare ferroviaire de La Bedugue.
Durant l'année 1966, elle sert de décor au film La Ligne de démarcation, de Claude Chabrol, en tant que gare de Mouchard.
Le bâtiment voyageur abrite de nos jours plusieurs logements sociaux.

## La gare
Jusqu'aux années 1950, la gare de Dole-La Bedugue sert de point de ravitaillement en eau aux locomotives à vapeur.

## Service des voyageurs

### Accueil
La gare accueille des voyageurs jusqu'en 1922, dans trois salles d'attente, chacune réservée à l'une des trois classes de confort existantes, puis dans une grande salle commune, jusqu'à la fermeture du bâtiment en 1938.
Elle est aussi dotée de plusieurs guichets ainsi que d'un kiosque de presse, et une brasserie est ouverte à proximité.

### Desserte
La gare est desservie par les trains de voyageurs de la ligne de Dole-Ville à Poligny, jusqu'en 1938, et par ceux du fret, jusqu'en 2005.

### Correspondances
Pas de correspondance connue depuis cette gare.

### Intermodalité
Pas de pôle d'échanges dans cette gare.

## Service des marchandises
Cette gare est ouverte, jusqu'en juin 2005, au service du fret de l'entreprise américaine Ideal Standard, dont l'usine doloise est fermée depuis le 22 avril 2011.